# 17e étape du Tour d'Italie 2019
Pour un article plus général, voir Tour d'Italie 2019.
La 17e étape du Tour d'Italie 2019 se déroule le mercredi 29 mai 2019, entre Commezzadura et Anterselva, sur une distance de 180 km.

## Parcours
Le profil de l’étape est tracé sur des routes exigeantes. Pour débuter, les coureurs affrontent l’ascension inédite du Passo della Mendola puis après une descente vers Bolzano. Ils s’engagent dans une succession de montées et descentes, avec les ascensions répertoriées d’Elvas et Terento, qui mènent au pied de la dernière ascension à Anterselva. La dernière ascension est très exigeante, avec une pente moyenne de 8,5% pendant les 4,5 kilomètres avant la flamme rouge. Après une courte montée, le parcours atteint la piste de ski de fond du stade de biathlon.

## Déroulement de la course
Le peloton, composé de 145 coureurs, a passé le km 0 à 12 h 24. 6 coureurs tentent de sortir mais sont repris 4 km plus tard. Au km 22, on observe déjà deux groupes de coureurs distancés derrière le peloton principal, composé d'environ 70 coureurs dans l'ascension du Passo della Mendola tandis que Miguel Florez et Enrico Battaglin sont parvenus à créer un léger écart mais ont rapidement été repris par le peloton. C'est un groupe d'une quinzaine de d'échappés qui s'est constitué après l'attaque de Peters et Conti. Ils sont 18 coureurs ensemble après 60 km de course, l'écart avec le peloton augmente doucement. La Bahrain-Merida réagit au côté des Movistar alors que l'écart atteint les 5 minutes à 105 km de l'arrivée. Maestri est passé en tête du sprint intermédiaire devant Masnada avant que Bakelants sorte du peloton mais il est repris dans la montée finale. Il n'y a plus que Jungels, Formolo, Masnada, Conti, Hamilton, Bakelants, Brambilla, De Gendt, Peters, Conci et Neilands dans le groupe de tête à moins de 20 km. C'est le Français Nans Peters qui sort du groupe d'échappés à 16 km de l'arrivée, il creuse rapidement l'écart (1 min à 8 km de l'arrivée). Conti part à sa poursuite avec Chaves et Neilands. C'est parti pour l'ascension d'Anterselva, le Français possède toujours une bonne avance alors que les trois hommes se regardent derrière et Chaves décide de sortir mais cela semble tard, 1' d'avance sous la flamme rouge et Nans Peters s'impose à Anterselva devant Chaves et Formolo. Chez les favoris, Landa sort du groupe et prend quelques mètres d'avance alors que Carapaz et Lopez sortent dans le dernier kilomètre. Landa termine avec 10" d'avance sur le maillot rose et le blanc, Roglic et Nibali arrivent quelques secondes plus tard. Carapaz conserve son maillot rose à 4 jours de la dernière étape.

## Résultats

### Classement de l'étape
| \| Classement de l'étape \| Classement de l'étape \| Classement de l'étape \| Classement de l'étape \| Classement de l'étape \| \| Coureur \| Coureur \| Pays \| Équipe \| Temps \| \| --------------------- \| --------------------- \| --------------------- \| --------------------------- \| --------------------- \| \| 1er \| Nans Peters \| France \| AG2R La Mondiale \| 4 h 41 min 34 s \| \| 2e \| Esteban Chaves \| Colombie \| Mitchelton-Scott \| + 1 min 34 s \| \| 3e \| Davide Formolo \| Italie \| Bora-Hansgrohe \| + 1 min 51 s \| \| 4e \| Fausto Masnada \| Italie \| Androni Giocattoli-Sidermec \| + 1 min 51 s \| \| 5e \| Krists Neilands \| Lettonie \| Israel Cycling Academy \| + 1 min 51 s \| \| 6e \| Tanel Kangert \| Estonie \| EF Education First \| + 2 min 02 s \| \| 7e \| Valerio Conti \| Italie \| UAE Team Emirates \| + 2 min 08 s \| \| 8e \| Gianluca Brambilla \| Italie \| Trek-Segafredo \| + 2 min 08 s \| \| 9e \| Chris Hamilton \| Australie \| Team Sunweb \| + 2 min 22 s \| \| 10e \| Andrea Vendrame \| Italie \| Androni Giocattoli-Sidermec \| + 2 min 34 s \| |                    |           |                             |                 |
| |                    |           |                             |                 |
| Source : ProCyclingStats |                    |           |                             |                 |
| Classement de l'étape |                    |           |                             |                 |
| Coureur | Coureur            | Pays      | Équipe                      | Temps           |
| 1er | Nans Peters        | France    | AG2R La Mondiale            | 4 h 41 min 34 s |
| 2e | Esteban Chaves     | Colombie  | Mitchelton-Scott            | + 1 min 34 s    |
| 3e | Davide Formolo     | Italie    | Bora-Hansgrohe              | + 1 min 51 s    |
| 4e | Fausto Masnada     | Italie    | Androni Giocattoli-Sidermec | + 1 min 51 s    |
| 5e | Krists Neilands    | Lettonie  | Israel Cycling Academy      | + 1 min 51 s    |
| 6e | Tanel Kangert      | Estonie   | EF Education First          | + 2 min 02 s    |
| 7e | Valerio Conti      | Italie    | UAE Team Emirates           | + 2 min 08 s    |
| 8e | Gianluca Brambilla | Italie    | Trek-Segafredo              | + 2 min 08 s    |
| 9e | Chris Hamilton     | Australie | Team Sunweb                 | + 2 min 22 s    |
| 10e | Andrea Vendrame    | Italie    | Androni Giocattoli-Sidermec | + 2 min 34 s    |

## Classements à l'issue de l'étape

### Classement général
| \| Classement général \| Classement général \| Classement général \| Classement général \| Classement général \| \| Coureur \| Coureur \| Pays \| Équipe \| Temps \| \| ------------------ \| ------------------ \| ------------------ \| ------------------ \| ------------------ \| \| 1er \| Richard Carapaz \| Équateur \| Movistar Team \| 74 h 48 min 18 s \| \| 2e \| Vincenzo Nibali \| Italie \| Bahrain-Merida \| + 1 min 54 s \| \| 3e \| Primož Roglič \| Slovénie \| Team Jumbo-Visma \| + 2 min 16 s \| \| 4e \| Mikel Landa \| Espagne \| Movistar Team \| + 3 min 03 s \| \| 5e \| Bauke Mollema \| Pays-Bas \| Trek-Segafredo \| + 5 min 07 s \| \| 6e \| Miguel Ángel López \| Colombie \| Astana \| + 6 min 17 s \| \| 7e \| Rafał Majka \| Pologne \| Bora-Hansgrohe \| + 6 min 48 s \| \| 8e \| Simon Yates \| Royaume-Uni \| Mitchelton-Scott \| + 7 min 13 s \| \| 9e \| Pavel Sivakov \| Russie \| Team Ineos \| + 8 min 21 s \| \| 10e \| Davide Formolo \| Italie \| Bora-Hansgrohe \| + 8 min 59 s \| |                    |             |                  |                  |
| |                    |             |                  |                  |
| Source : ProCyclingStats |                    |             |                  |                  |
| Classement général |                    |             |                  |                  |
| Coureur | Coureur            | Pays        | Équipe           | Temps            |
| 1er | Richard Carapaz    | Équateur    | Movistar Team    | 74 h 48 min 18 s |
| 2e | Vincenzo Nibali    | Italie      | Bahrain-Merida   | + 1 min 54 s     |
| 3e | Primož Roglič      | Slovénie    | Team Jumbo-Visma | + 2 min 16 s     |
| 4e | Mikel Landa        | Espagne     | Movistar Team    | + 3 min 03 s     |
| 5e | Bauke Mollema      | Pays-Bas    | Trek-Segafredo   | + 5 min 07 s     |
| 6e | Miguel Ángel López | Colombie    | Astana           | + 6 min 17 s     |
| 7e | Rafał Majka        | Pologne     | Bora-Hansgrohe   | + 6 min 48 s     |
| 8e | Simon Yates        | Royaume-Uni | Mitchelton-Scott | + 7 min 13 s     |
| 9e | Pavel Sivakov      | Russie      | Team Ineos       | + 8 min 21 s     |
| 10e | Davide Formolo     | Italie      | Bora-Hansgrohe   | + 8 min 59 s     |

| Classement par points | Classement par points | Classement par points | Classement par points       | Classement par points |
| Coureur               | Coureur               | Pays                  | Équipe                      | Points                |
| --------------------- | --------------------- | --------------------- | --------------------------- | --------------------- |
| 1er                   | Arnaud Démare         | France                | Groupama-FDJ                | 200 pts               |
| 2e                    | Pascal Ackermann      | Allemagne             | Bora-Hansgrohe              | 187 pts               |
| 3e                    | Richard Carapaz       | Équateur              | Movistar Team               | 83 pts                |
| 4e                    | Fausto Masnada        | Italie                | Androni Giocattoli-Sidermec | 81 pts                |
| 5e                    | Davide Cimolai        | Italie                | Israel Cycling Academy      | 50 pts                |
| 6e                    | Primož Roglič         | Slovénie              | Team Jumbo-Visma            | 49 pts                |
| 7e                    | Damiano Cima          | Italie                | Nippo-Vini Fantini-Faizanè  | 46 pts                |
| 8e                    | José Joaquín Rojas    | Espagne               | Movistar Team               | 44 pts                |
| 9e                    | Mattia Cattaneo       | Italie                | Androni Giocattoli-Sidermec | 44 pts                |
| 10e                   | Simon Yates           | Royaume-Uni           | Mitchelton-Scott            | 44 pts                |

| Classement par points | Classement par points | Classement par points | Classement par points       | Classement par points |
| Coureur               | Coureur               | Pays                  | Équipe                      | Points                |
| --------------------- | --------------------- | --------------------- | --------------------------- | --------------------- |
| 1er                   | Arnaud Démare         | France                | Groupama-FDJ                | 200 pts               |
| 2e                    | Pascal Ackermann      | Allemagne             | Bora-Hansgrohe              | 187 pts               |
| 3e                    | Richard Carapaz       | Équateur              | Movistar Team               | 83 pts                |
| 4e                    | Fausto Masnada        | Italie                | Androni Giocattoli-Sidermec | 81 pts                |
| 5e                    | Davide Cimolai        | Italie                | Israel Cycling Academy      | 50 pts                |
| 6e                    | Primož Roglič         | Slovénie              | Team Jumbo-Visma            | 49 pts                |
| 7e                    | Damiano Cima          | Italie                | Nippo-Vini Fantini-Faizanè  | 46 pts                |
| 8e                    | José Joaquín Rojas    | Espagne               | Movistar Team               | 44 pts                |
| 9e                    | Mattia Cattaneo       | Italie                | Androni Giocattoli-Sidermec | 44 pts                |
| 10e                   | Simon Yates           | Royaume-Uni           | Mitchelton-Scott            | 44 pts                |

| Classement de la montagne | Classement de la montagne | Classement de la montagne | Classement de la montagne   | Classement de la montagne |
| Coureur                   | Coureur                   | Pays                      | Équipe                      | Points                    |
| ------------------------- | ------------------------- | ------------------------- | --------------------------- | ------------------------- |
| 1er                       | Giulio Ciccone            | Italie                    | Trek-Segafredo              | 229 pts                   |
| 2e                        | Richard Carapaz           | Équateur                  | Movistar Team               | 66 pts                    |
| 3e                        | Fausto Masnada            | Italie                    | Androni Giocattoli-Sidermec | 57 pts                    |
| 4e                        | Mattia Cattaneo           | Italie                    | Androni Giocattoli-Sidermec | 53 pts                    |
| 5e                        | Damiano Caruso            | Italie                    | Bahrain-Merida              | 48 pts                    |
| 6e                        | Ilnur Zakarin             | Russie                    | Katusha-Alpecin             | 42 pts                    |
| 7e                        | Gianluca Brambilla        | Italie                    | Trek-Segafredo              | 40 pts                    |
| 8e                        | Dario Cataldo             | Italie                    | Astana                      | 39 pts                    |
| 9e                        | Mikel Nieve               | Espagne                   | Mitchelton-Scott            | 37 pts                    |
| 10e                       | Primož Roglič             | Slovénie                  | Team Jumbo-Visma            | 30 pts                    |

| Classement de la montagne | Classement de la montagne | Classement de la montagne | Classement de la montagne   | Classement de la montagne |
| Coureur                   | Coureur                   | Pays                      | Équipe                      | Points                    |
| ------------------------- | ------------------------- | ------------------------- | --------------------------- | ------------------------- |
| 1er                       | Giulio Ciccone            | Italie                    | Trek-Segafredo              | 229 pts                   |
| 2e                        | Richard Carapaz           | Équateur                  | Movistar Team               | 66 pts                    |
| 3e                        | Fausto Masnada            | Italie                    | Androni Giocattoli-Sidermec | 57 pts                    |
| 4e                        | Mattia Cattaneo           | Italie                    | Androni Giocattoli-Sidermec | 53 pts                    |
| 5e                        | Damiano Caruso            | Italie                    | Bahrain-Merida              | 48 pts                    |
| 6e                        | Ilnur Zakarin             | Russie                    | Katusha-Alpecin             | 42 pts                    |
| 7e                        | Gianluca Brambilla        | Italie                    | Trek-Segafredo              | 40 pts                    |
| 8e                        | Dario Cataldo             | Italie                    | Astana                      | 39 pts                    |
| 9e                        | Mikel Nieve               | Espagne                   | Mitchelton-Scott            | 37 pts                    |
| 10e                       | Primož Roglič             | Slovénie                  | Team Jumbo-Visma            | 30 pts                    |

| Classement du meilleur jeune | Classement du meilleur jeune | Classement du meilleur jeune | Classement du meilleur jeune | Classement du meilleur jeune |
| Coureur                      | Coureur                      | Pays                         | Équipe                       | Temps                        |
| ---------------------------- | ---------------------------- | ---------------------------- | ---------------------------- | ---------------------------- |
| 1er                          | Miguel Ángel López           | Colombie                     | Astana                       | 74 h 54 min 35 s             |
| 2e                           | Pavel Sivakov                | Russie                       | Team Ineos                   | + 2 min 04 s                 |
| 3e                           | Hugh Carthy                  | Royaume-Uni                  | EF Education First           | + 8 min 25 s                 |
| 4e                           | Valentin Madouas             | France                       | Groupama-FDJ                 | + 13 min 28 s                |
| 5e                           | Giulio Ciccone               | Italie                       | Trek-Segafredo               | + 19 min 00 s                |
| 6e                           | Eddie Dunbar                 | Irlande                      | Team Ineos                   | + 31 min 03 s                |
| 7e                           | Ben O'Connor                 | Australie                    | Dimension Data               | + 50 min 35 s                |
| 8e                           | Lucas Hamilton               | Australie                    | Mitchelton-Scott             | + 56 min 33 s                |
| 9e                           | Chris Hamilton               | Australie                    | Team Sunweb                  | + 1 min 02 s                 |
| 10e                          | Iván Sosa                    | Colombie                     | Team Ineos                   | + 1 min 07 s                 |

| Classement du meilleur jeune | Classement du meilleur jeune | Classement du meilleur jeune | Classement du meilleur jeune | Classement du meilleur jeune |
| Coureur                      | Coureur                      | Pays                         | Équipe                       | Temps                        |
| ---------------------------- | ---------------------------- | ---------------------------- | ---------------------------- | ---------------------------- |
| 1er                          | Miguel Ángel López           | Colombie                     | Astana                       | 74 h 54 min 35 s             |
| 2e                           | Pavel Sivakov                | Russie                       | Team Ineos                   | + 2 min 04 s                 |
| 3e                           | Hugh Carthy                  | Royaume-Uni                  | EF Education First           | + 8 min 25 s                 |
| 4e                           | Valentin Madouas             | France                       | Groupama-FDJ                 | + 13 min 28 s                |
| 5e                           | Giulio Ciccone               | Italie                       | Trek-Segafredo               | + 19 min 00 s                |
| 6e                           | Eddie Dunbar                 | Irlande                      | Team Ineos                   | + 31 min 03 s                |
| 7e                           | Ben O'Connor                 | Australie                    | Dimension Data               | + 50 min 35 s                |
| 8e                           | Lucas Hamilton               | Australie                    | Mitchelton-Scott             | + 56 min 33 s                |
| 9e                           | Chris Hamilton               | Australie                    | Team Sunweb                  | + 1 min 02 s                 |
| 10e                          | Iván Sosa                    | Colombie                     | Team Ineos                   | + 1 min 07 s                 |

| Classement par équipes | Classement par équipes      | Classement par équipes | Classement par équipes |
| Équipe                 | Équipe                      | Pays                   | Temps                  |
| ---------------------- | --------------------------- | ---------------------- | ---------------------- |
| 1re                    | Movistar Team               | Espagne                | 224 h 50 min 05 s      |
| 2e                     | Bahrain-Merida              | Bahreïn                | + 27 min 01 s          |
| 3e                     | Astana                      | Kazakhstan             | + 28 min 04 s          |
| 4e                     | EF Education First          | États-Unis             | + 31 min 47 s          |
| 5e                     | Ineos                       | Royaume-Uni            | + 35 min 20 s          |
| 6e                     | Mitchelton-Scott            | Australie              | + 49 min 46 s          |
| 7e                     | Trek-Segafredo              | États-Unis             | + 1 h 14 min 57 s      |
| 8e                     | Bora-hansgrohe              | Allemagne              | + 1 h 15 min 17 s      |
| 9e                     | Androni Giocattoli-Sidermec | Italie                 | + 1 h 15 min 17 s      |
| 10e                    | UAE Team Emirates           | Émirats arabes unis    | + 1 h 34 min 46 s      |

| Classement par équipes | Classement par équipes      | Classement par équipes | Classement par équipes |
| Équipe                 | Équipe                      | Pays                   | Temps                  |
| ---------------------- | --------------------------- | ---------------------- | ---------------------- |
| 1re                    | Movistar Team               | Espagne                | 224 h 50 min 05 s      |
| 2e                     | Bahrain-Merida              | Bahreïn                | + 27 min 01 s          |
| 3e                     | Astana                      | Kazakhstan             | + 28 min 04 s          |
| 4e                     | EF Education First          | États-Unis             | + 31 min 47 s          |
| 5e                     | Ineos                       | Royaume-Uni            | + 35 min 20 s          |
| 6e                     | Mitchelton-Scott            | Australie              | + 49 min 46 s          |
| 7e                     | Trek-Segafredo              | États-Unis             | + 1 h 14 min 57 s      |
| 8e                     | Bora-hansgrohe              | Allemagne              | + 1 h 15 min 17 s      |
| 9e                     | Androni Giocattoli-Sidermec | Italie                 | + 1 h 15 min 17 s      |
| 10e                    | UAE Team Emirates           | Émirats arabes unis    | + 1 h 34 min 46 s      |

## Abandons
- Aucun